# Cosmoscarta indecisa
Cosmoscarta indecisa är en insektsart som beskrevs av Jacobi 1921. Cosmoscarta indecisa ingår i släktet Cosmoscarta och familjen spottstritar. Inga underarter finns listade i Catalogue of Life.